# Eznis Airways
Eznis Airways (Изинис Эйрвэйз) ist eine mongolische Fluggesellschaft mit Sitz in Ulaanbaatar und Basis auf dem dortigen  Chinggis Khaan International Airport. Sie bestand von 2006 bis 2014 und erneut wieder seit 2019.

## Geschichte
Im Jahr 2004 führte die Newcom-Gruppe (später Muttergesellschaft der Eznis) eine Studie über die Gründung einer privaten Regionalfluggesellschaft durch. Aufgrund des positiven Ergebnisses wurde im Februar 2006 die Eznis gegründet, nachdem die Zivilluftfahrtbehörde der Mongolei diese genehmigt hatte. Der Flugbetrieb wurde am 6. Dezember desselben Jahres aufgenommen.
Zwischen 2005 und 2006 wurden die Piloten der Eznis im Ansett Training Center in Australien sowie bei Japan Air Commuters in Japan ausgebildet. Qantas trainierte das Servicepersonal, insbesondere im Hinblick auf die Notfallmaßnahmen.
Am 23. Mai 2014 stellte Eznis Airways aus wirtschaftlichen Gründen mit sofortiger Wirkung den gesamten Betrieb ein, nachdem in den zwei Jahren zuvor Restrukturierungsmaßnahmen gescheitert waren. Im Januar 2018 wurden 100 Prozent der Anteile an Eznis an ein unbekanntes Unternehmen verkauft.
2019 wurde der Flugbetrieb wieder aufgenommen.

## Flugziele
Seit 2019 wird die Strecke Ulaanbaatar nach Hongkong bedient.
Eznis Airways flog zwischen 2006 und 2014 14 Ziele in verschiedenen Aimags der Mongolei an sowie in die Volksrepublik China.

## Flotte
Mit Stand Dezember 2022 besteht die Flotte der Eznis Airways aus zwei Boeing 737-700 und einem Airbus A330-200 mit einem Durchschnittsalter von 18,3 Jahren.
Zwischen 2006 und 2014 bestand die Flotte von Eznis aus bis zu sechs Flugzeugen:
- 2 De Havilland DHC-8-400
- 4 Saab 340B